# Rajko Dukić
Rajko Dukić (Krupanj, 21. септембар 1943) srpski je političar, menadžer i publicista.

## Biografija
U Krupanj su mu roditelji izbjegli u vrijeme Drugog svetskog rata. Po zvaničnim dokumentima rođen je u Milićima. Magistar je tehničkih i postdiplomac na ekonomskim naukama. Zaposlen je Kompaniji „Boksit“ a.d. od 1967. godine. Bio je na više odgovornih funkcija u Kompaniji: upravnik proizvodnje, tehnički direktor, direktor za razvoj, od 1972. godine Generalni direktor, a od 2011. predsjednik kompanije.
Dana 4. jula 1990. godine osnovao je u Šekovićima, za tadašnji Tuzlanski region, Stranku demokratskih reformi. 12. jula 1991. godine postao je član Srpske demokratske stranke kada je biran i u Glavni odbor, a 31. jula izabran je za predsjednika Izvršnog odbora. Ove funkcije obavljao je do 3. aprila 1992. godine kada je podnio ostavku na funkcije u članstvo i sa porodicom, koja je živjela u Sarajevu, napustio Sarajevo. Nije član nijedne političke partije. Oženjen je i ima dvoje djece. Služi se engleskim i njemačkim jezikom. Nije kažnjavan. Objavio je knjige „Tri uspješne priče“ i „Veliki brat“.
Dobitnik je mnogih značajnih priznanja, kao što su Orden Svetog Save (1996), Orden Nemanjića (1997), Zlatna plaketa Opštine Vlasenica (1979) godine, Zlatni grb Opštine Milići (2007), Plaketa Privredne komore Republike Srpske (2009), Povelja društva inženjera i tehničara, Privrednik godine BiH (2010) po izboru „Nezavisnih novina“, kao i drugih.Isključen je iz Saveza komunista zbog tehnokratskog odnosa prema Sistemu samoupravljanja i zbog razvoja tzv. paralelnih djelatnosti, mimo rudarske proizvodnje u Kompaniji.

## Spoljašnje veze
- Zvanična prezentacija Kompanije „Boksit“ a.d. Milići, Predsjednik Kompanije, pristup 16. septembar 2012
- Tri uspješne priče[мртва веза], Rajko Dukić, ad-boksit.com
- Tri uspješne priče, Rajko Dukić, intervju
- Važna reagovanja, Rajko Dukić, reagovanja
- Jubilej, Rajko Dukić, jubilej